# Marie Alfred Cornu
Marie Alfred Cornu (ur. 6 marca 1841 w Orleanie, zm. 12 kwietnia 1902 w La Chansonnerie) – francuski fizyk, odznaczony m.in. Medalem Rumforda (1878). Jego badania dotyczyły głównie optyki i spektroskopii.